# Muri (Szwajcaria)
Muri (daw. Muri (Freiamt)) – gmina (niem. Einwohnergemeinde) w Szwajcarii, w kantonie Argowia, siedziba administracyjna okręgu Muri. Liczy 8 244 mieszkańców (31 grudnia 2020). 